# Vicarious (företag)
Vicarious är en artificiell intelligens-företag i San Francisco, Kalifornien. De använder de teoretiserade beräkningsprinciper som finns i hjärnan för att bygga mjukvara som kan tänka och lära sig som en människa.